# 標本化

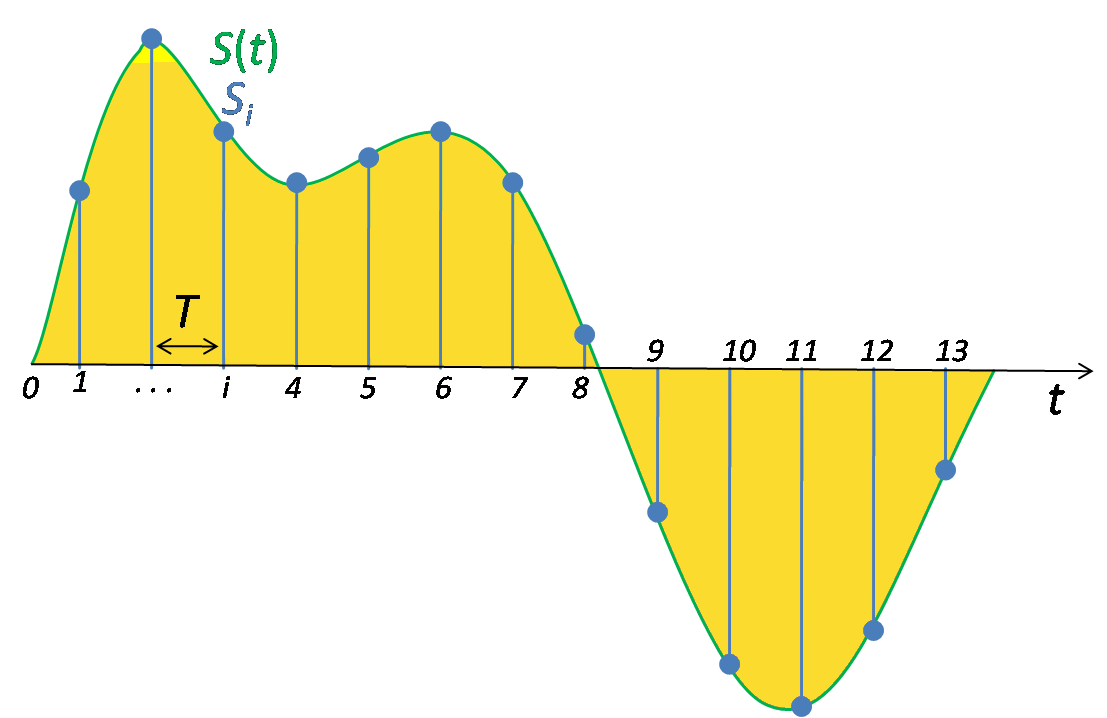
信号の標本化例。連続信号が緑色の線、サンプリングした離散信号が青色の縦線。

標本化（）またはサンプリング（英: sampling）とは、連続信号を一定の間隔をおいて測定することにより、離散信号として収集することである。アナログ信号をデジタルデータとして扱う（デジタイズ）場合には、標本化と量子化が必要になる。標本化によって得られたそれぞれの値を標本値（ひょうほんち）という。パルス符号変調などで用いられる。
連続信号に周期{\displaystyle T}のインパルス列を掛けることにより、標本値の列を得ることができる。この場合において、周期の逆数{\displaystyle 1/T}をサンプリング周波数（標本化周波数）といい、一般に{\displaystyle f_{s}}で表す。
周波数帯域幅が{\displaystyle f_{s}}未満に制限された信号は、{\displaystyle f_{s}}の2倍以上の標本化周波数で標本化すれば、それで得られた標本値の列から元の信号が一意に復元ができる。これを標本化定理という。
数学的には、標本化されたデータは元信号の連続関数{\displaystyle f(t)}とくし型関数{\displaystyle comb(f_{s}t)}の積になる（{\displaystyle f_{s}}はサンプリング周波数）。
これをフーリエ変換すると、スペクトルは元信号のスペクトル{\displaystyle F(\omega )}が周期{\displaystyle f_{s}}で繰り返したものになる。
このとき、間隔{\displaystyle f_{s}}が{\displaystyle F(\omega )}の帯域幅より小さいと、ある山と隣りの山が重なり合い、スペクトルに誤差を生ずることになる（折り返し雑音）。